# Präsidentschaftswahl in Benin 2016
Die Präsidentschaftswahl in Benin 2016 fand am 6. und am 20. März statt. Der zweite Wahlgang wurde nötig, da im ersten Wahlgang kein Kandidat mehr als 50 % der Stimmen erhalten hatte.

## Hintergrund
Da der bisherige Amtsinhaber Boni Yayi nach seiner ersten Wahl Präsidentschaftswahl in Benin 2006 fünf Jahre später wiedergewählt wurde, stand im Vorfeld fest, dass es einen neuen Präsidenten geben wird. Nach zwei Amtszeiten untersagt die Verfassung Benins eine weitere Kandidatur und eine mögliche Verfassungsreform war spätestens durch die Wahl zur Nationalversammlung 2015 unmöglich geworden, in deren Folge der Oppositionelle Adrien Houngbédji zum Präsidenten der Nationalversammlung gewählt wurde. Insgesamt 33 Bewerber um das Amt stellten sich zur Wahl, wobei viele Geschäftsleute darunter waren und im Vorfeld der französisch-beninische Investmentbanker Lionel Zinsou, der Industriemagnat Sébastien Ajavon und der Baumwollunternehmer Patrice Talon als aussichtsreiche Kandidaten galten.
Ursprünglich war die erste Runde auf den 28. Februar angesetzt,  aufgrund eines Mangels an Wahlkarten erfolgte aber eine Verschiebung um eine Woche. Erlaubt war der Wahlkampf in dem Zeitfenster vom 19. Februar bis 4. März 2016.

## Ergebnisse
| Kandidaten                      | Parteien                             | 1. Wahlgang | 1. Wahlgang | 2. Wahlgang | 2. Wahlgang |
| Kandidaten                      | Parteien                             | Stimmen     | %           | Stimmen     | %           |
| ------------------------------- | ------------------------------------ | ----------- | ----------- | ----------- | ----------- |
| Patrice Talon                   | Parteilos                            | 746.528     | 24,7        | 2.030.941   | 65,4        |
| Lionel Zinsou                   | Forces Cauris pour un Bénin émergent | 858.080     | 28,4        | 1.076.061   | 34,6        |
| Sébastien Ajavon                | Parteilos                            | 693.084     | 23,0        |             |             |
| Abdoulaye Bio Tchané            | Alliance pour un Bénin triomphant    | 262.389     | 8,7         |             |             |
| Pascal Koupaki                  | Parteilos                            | 177.251     | 5,9         |             |             |
| Robert Gbian                    | Alliance soleil                      | 46.634      | 1,5         |             |             |
| Fernand Amoussou                | Parteilos                            | 35.390      | 1,2         |             |             |
| Issa Salifou                    | Union pour la relève                 | 30.855      | 1,0         |             |             |
| Bonaventure Aké Natondé         | –                                    | 26.501      | 0,9         |             |             |
| Nassirou Bako-Arifari           | –                                    | 19.012      | 0,6         |             |             |
| Mohamed Taofick Atao Hinnouho   | –                                    | 12.441      | 0,4         |             |             |
| Saliou Youssao Aboudou          | –                                    | 12.215      | 0,4         |             |             |
| Bertin Koovi                    | –                                    | 11.292      | 0,4         |             |             |
| Richard Seno                    | –                                    | 8.123       | 0,3         |             |             |
| Karimou Chabi Sika              | –                                    | 7.351       | 0,2         |             |             |
| Zul-kifl Olayinka Salami        | –                                    | 6.782       | 0,2         |             |             |
| Elisabeth Agbossaga             | –                                    | 5.802       | 0,2         |             |             |
| EIssifou Kogui N'douro          | –                                    | 5.130       | 0,2         |             |             |
| Zacharie Cyriaque Goudali       | –                                    | 4.998       | 0,2         |             |             |
| Kamarou Fassassi                | –                                    | 4.820       | 0,2         |             |             |
| Gabriel Laurex Ayivi Ajavon     | –                                    | 4.371       | 0,1         |             |             |
| Marcel Alain Arsène de Souza    | –                                    | 4.247       | 0,1         |             |             |
| Azizou El Hadj Issa             | –                                    | 4.143       | 0,1         |             |             |
| Omer Rustique Guézo             | –                                    | 3.999       | 0,1         |             |             |
| Cossi Jean-Alexandre Hountondji | –                                    | 3.893       | 0,1         |             |             |
| Daniel Edah                     | –                                    | 3.694       | 0,1         |             |             |
| Marie-Elise Gbèdo               | –                                    | 3.597       | 0,1         |             |             |
| Christian Enock Lagnidé         | –                                    | 3.391       | 0,1         |             |             |
| Issa Badarou-Soulé              | –                                    | 3.380       | 0,1         |             |             |
| Simon Pierre Adovèlandé         | –                                    | 2.858       | 0,1         |             |             |
| Moudjaïdou Soumanou Issoufou    | –                                    | 2.648       | 0,1         |             |             |
| Gatien Houngbedji               | –                                    | 2.287       | 0,1         |             |             |
| Kessilé Tchala Saré             | –                                    | 1.272       | 0,0         |             |             |
| Gesamt                          | Gesamt                               | 3.018.458   | 100         | 3.107.002   | 100         |
|                                 |                                      |             |             |             |             |
| Ungültige Stimmen               | Ungültige Stimmen                    | 116.530     | 3,7         | 31.622      | 1,0         |
| Wähler                          | Wähler                               | 3.134.988   | 66,1        | 3.138.624   | 66,1        |
| Wahlberechtigte                 | Wahlberechtigte                      | 4.746.348   |             | 4.746.348   |             |